# 長坂剛
長坂 剛（ながさか ごう、1982年 - ）は、日本の起業家、習慣化の専門家。静岡県生まれ、神奈川県育ち。2006年東京工科大学メディア学部卒業後、ソニー株式会社へ新卒入社し、B to B営業や本社事業戦略、プレイステーションネットワークのサービス立ち上げなどに従事。2015年 にソニーの新規事業創出プログラム(SAP)から習慣化アプリ「みんチャレ」をリリース。趣味と仕事で身につけたゲーミフィケーションの知識を活かし、2016年12月にエーテンラボ株式会社を創業し代表取締役CEOに就任、2017年2月にソニーから独立。
ソフトバンクアカデミア外部一期生。大企業のイントラプレナーからスタートアップのアントレプレナーに進化した起業家。

## 来歴・人物
神奈川県立湘南高校を卒業後、藝大受験をするが私立の美大にしか受からず、全額学費免除の特待生として東京工科大学メディア学部へ進学。大学で学びながら医療専門チャンネルのテレビのディレクターの仕事をし、学生でありながら大学で講師を務める。無類のゲーム好きで、学生時代は業務委託の仕事で稼いだ300万円をアーケードゲームにつぎ込むほどのゲーマーだった。映画とゲームとテクノロジー好きが高じて、その3つとも揃っているソニーへ入社した。しかし時を経て「ゲームは人を幸せにするが、人生を幸せにしない」と感じ、人々の人生を幸せにするためにゲーミフィケーションとテクノロジーを応用できないかと考えたことがきっかけでみんチャレを開発し、社内起業を経て独立した。
若い頃に父親が脳幹梗塞で亡くなり、自覚症状が無く習慣を変えることができない生活習慣病の怖さを実感。生活習慣を変えることで生活習慣病を無くすことを決意。

## 略歴[12]
- 1982年 - 静岡県に生まれる[13]
- 1996年3月 - 藤沢市立村岡中学校 卒業（吹奏楽部）
- 2000年3月 - 神奈川県立湘南高等学校 普通科 卒業（テニス部、吹奏楽部）[14]
- 2006年3月  - 東京工科大学 メディア学部（プログラミング、経営工学）
- 2006年4月  - ソニー株式会社 入社
- 2017年2月 - ソニーから独立[15]
- 2016年12月 - 現在  エーテンラボ株式会社　代表取締役 CEO

## 受賞[16]
みんチャレ・エーテンラボとしての受賞
- 2018年3月 - 日本最大級のピッチコンテスト未来2018 健康経営賞とSMFG賞受賞[18]
- 2018年8月 - 日本糖尿病情報学会で登壇[19]
- 2018年11月 - 東京都主催世界発信コンペティションで奨励賞受賞[20]
- 2019年12月 - Google Playベストアプリ3度目の受賞[21]
- 2020年1月 - 経済産業省ジャパンヘルスケアビジネスコンテスト 優秀賞受賞[22]
- 2021年1月 - 東京都 UPGRADE with TOKYO 優勝[23]
- 2021年5月 - 神奈川県のME-BYO BRAND認定[24]
- 2021年5月 - 仙台市ヘルステック推進事業 ビジネスアイデアコンテスト 優勝[25]
- 2021年11月 - 厚生労働省「第10回健康寿命をのばそう！アワード」介護予防・高齢者生活支援分野  老健局長 優良賞受賞[26]

## 取材協力・インタビュー[27]

### Webメディア
- 2020/12/13 『NEWS PICKS』 連載「シゴテツ-仕事の哲人-」#01 【みんチャレ CEO】習慣化アプリ、コロナ禍でダウンロード数3倍
- 2022/01/09　『朝日新聞デジタル』決め手は最初の10秒　プロが教える三日坊主にならない目標の立て方
- 2022/03/02　『Professional Online』人を幸せにするため、「みんチャレ」で世の中の健康変容を狙うーエーテンラボ株式会社 代表取締役CEO 長坂剛
- 2022/3/2 『日本経済新聞』 @EDGE エーテンラボ代表　長坂剛氏 – 三日坊主、アプリで脱却
- 2022/6/14 『FASTGROW』 我慢するの、やめました。──エーテンラボ長坂剛の「やめ3」
- 2022/6/29 『Mac Fan』 2022年8月号 “三日坊主”を行動経済学の知見で防ぐアプリがヘルスケア領域へ
- 2022/8/18『JP Startups』ユーザー数100万人を達成した習慣化アプリ『みんチャレ』　「世の中への価値」にこだわり続けるエーテンラボ 長坂氏の挑戦
- 2022/8/31 『バズ部』 「マーケティングに注力しない」みんチャレ急成長の裏側にあった成長戦略の全貌とは
- 2022/9/14『マイナビニュース』 ソニーの新規事業創出プログラムから独立、「みんチャレ」長坂剛氏―「自分が取り組む意味を見出せることが、本質を突いた事業に繋がる」
- 2023/1/15 『WWD』 一度は挫折したけれど、やっぱり学生時代の夢が今につながっている　経営者たちが語る「EverWonderの実現方法」
- 2023/3/21 『Forbes JAPAN』 グーグルも認める習慣化アプリ、「みんチャレ」開発者の原点
- 2023/4/18 『Wellulu』 匿名で支え合うから続けられる。生活習慣を改善し、誰もが自分に自信をもてる世界へ＜エーテンラボ＞
- 2023/6/6 『日経BizGate』130万ユーザーの習慣アプリで「我慢しないSDGs」 エーテンラボCEO長坂剛氏に聞く
- 2023/7/5 『XD』 ユーザーが本当に求める体験を実現すれば事業は伸びる。習慣化アプリ「みんチャレ」の成長の裏側
- 2023/8/4 『Beyond Health』　習慣化アプリでフレイル予防、公民連携で市民の行動変容を促す
- 2023/8/10『Forbes JAPAN』 家族で味わう「カツオとアボカド卵かけご飯」エーテンラボ長坂剛の推しメシ

### 書籍
- 三田紀房『ドラゴン桜2 フルカラー版(10)』[28]